# Провеленгиос, Аристоменис

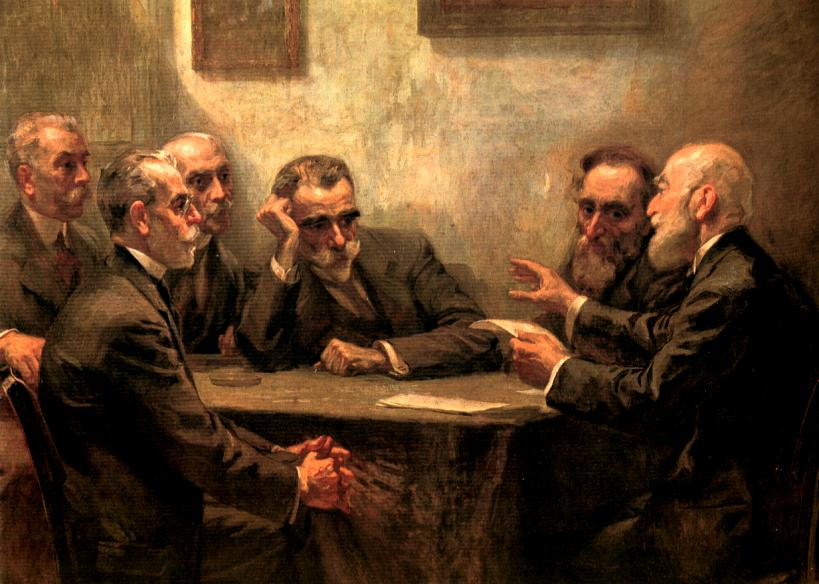
Худ. Ройлос, Георгиос. Члены новой афинской школы поэзии Стратигис, Дросинис, Полемис, Паламас, Сурис, Провеленгиос (первый справа)

Аристоменис Провеленгиос (греч.  Αριστομένης Προβελέγγιος; 1850, Эксамбела, Южные Эгейские острова — 8 апреля 1936, Сифнос, Южные Эгейские острова) — новогреческий поэт, драматург, переводчик и политик. Представитель Новой Афинской школы поэзии. Член Афинской академии (с 1926).

## Биография
Образование получил в Афинском университете, позже изучал литературу в университетах Мюнхена, Лейпцига и Йены.
Вернувшись на родину отказался от предложенной кафедры греческой филологии в Афинском университете и занялся политикой, был депутатом греческого парламента.

## Творчество
Аристоменис Провеленгиос — видный деятель духовного и культурного возрождения Греции. Автор лирических стихов и драм на кафаревуса. Был удостоен премией за вклад в литературу и искусство Греции.
Перевёл на новогреческий «Фауста» Гёте и «Лаокоона» Лессинга.

## Избранная библиография
- Ригас (Фереос, Ригас) (Ο Ρήγας)
- Новые стихи (Νέα ποιήματα)
- Федра (Φαίδρα)
- Хризопиги (Χρυσοπηγή)
- Эгейское море (Το Αιγαίον)
- Блудный сын (Ο Άσωτος γιος)
- Дочь Лемноса (Η κόρη της Λήμνου)
- Ифигения в Авлиде (Ιφιγένεια στην Αυλίδα)
- Яблоко раздора (Το Μήλον της Έριδος)
- Вперёд в бесконечное (Εμπρός στο Άπειρον)
- Стихи старые и новые (Ποιήματα παλαιά και νέα)
- Стихи (Ποιήματα)